# Béla IV d'Hongria
Bela IV d'Hongria (1206 - 1270) va ser rei d'Hongria entre el 1235 i el 1270). Fill d'Andreu II d'Hongria, succeí al seu pare i restablí l'autoritat reial a Hongria. Colonitzà Transsilvània amb immigrants alemanys. Tingué un fill: Esteve V d'Hongria.

## Biografia
Fill del rei Andreu II d'Hongria i Gertrudis de Merània, probablement va presenciar l'execució de la seva mare per un grup de revoltats el 1213. Béla, de només 7 anys, no va entendre com el seu pare va fer executar només el líder del grup i va perdonar la resta, fet que fou l'origen de l'antipatia de Béla cap al seu pare.
Quan Andreu morí el setembre de 1235, Béla va ascendir al tron sense oposició i va ser coronat a Székesfehérvár el 14 d'octubre per l'arquebisbe d'Esztergom. El principal objectiu de Béla era recuperar el poder reial que s'havia debilitat durant el regnat del seu pare. Una de les seves primeres mesures va ser la de fer cremar les cadires dels consellers, perquè haguessin d'estar dempeus en presència del rei.
El 1240 els exèrcits mongols de Batu Khan (net de Genguis Kan) i de Subotai, penetraren des d'Ucraïna tot cometent horribles matances en tot el territori hongarès, matant a un terç de la població, doncs tan sols les ciutats i abadies més fortes aconseguiren resistir els atacs mongols. Béla IV atacà amb el seu exèrcit les tropes mongoles però fou derrotat en la batalla de Mohi on, a més a més, fou capturat, però posteriorment aconseguí fugir a Àustria.
A Mongòlia, el gran kan Ogodei morí tot desencadenant una lluita per la seva successió, fet que provocà que Batu Khan es retirés d'Hongria cap a Rússia, fet que aprofità Béla IV per recuperar els seus territoris i expulsar les tropes invasores que quedaven a Hongria.
Finalitzada l'ocupació mongola del regne, Béla va emprendre la reconstrucció del país. Va donar les terres que havien quedat desertes a canvi de què s'hi construïssin fortaleses, va fer que els pobles construïssin muralles, i va repoblar les zones que havien quedat desertes. Per les seves exitoses polítiques a Hongria es té per un monarca respectat i es coneix com el "segon fundador" del regne.
Amb el territori devastat, Béla IV encara hagué de fer front a una rebel·lió del seu fill Esteve i a una altra dels serbis.
El 12 de juliol de 1260 Bela IV i altres prínceps aliats entre els quals Daniel de Galítzia van lluitar contra Ottokar II de Bohèmia (Premislau Ottokar II rei de Bohèmia i marcgravi de Moràvia, I d'Àsutria) a la sagnant batalla de Kressenbrunn en la que els hongaresos van perdre 30.000 homes. Béla va haver de cedir el Ducat d'Estíria a Ottokar, i el seu dret sobre aquest territori fou reconegut per l'emperador Ricard de Cornualla. Aquest acord de pau va quedar segellat per un matrimoni reial: Ottokar es va separar de Margarida i es va casar amb la neta de Béla, Cunegunda d'Eslavònia, el 1261. Cunegunda fou la mare dels fills d'Ottokar, el més jove dels quals fou Venceslau II de Bohèmia.

## Família

### Avantpassats
|  |                                |  |  |  |  |  |  |  |  |  |  |  |  |  |  |  |
|  | 16. Béla I d'Hongria           |  |  |  |  |  |  |  |  |  |  |  |  |  |  |  |
|  |                                |  |  |  |  |  |  |  |  |  |  |  |  |  |  |  |
|  |                                |  |  |  |  |  |  |  |  |  |  |  |  |  |  |  |
|  | 8. Géza II d'Hongria           |  |  |  |  |  |  |  |  |  |  |  |  |  |  |  |
|  |                                |  |  |  |  |  |  |  |  |  |  |  |  |  |  |  |
|  |                                |  |  |  |  |  |  |  |  |  |  |  |  |  |  |  |
|  | 17. Helena de Raška            |  |  |  |  |  |  |  |  |  |  |  |  |  |  |  |
|  |                                |  |  |  |  |  |  |  |  |  |  |  |  |  |  |  |
|  |                                |  |  |  |  |  |  |  |  |  |  |  |  |  |  |  |
|  | 4. Béla III d'Hongria          |  |  |  |  |  |  |  |  |  |  |  |  |  |  |  |
|  |                                |  |  |  |  |  |  |  |  |  |  |  |  |  |  |  |
|  |                                |  |  |  |  |  |  |  |  |  |  |  |  |  |  |  |
|  | 18. Mstislav I de Kíev         |  |  |  |  |  |  |  |  |  |  |  |  |  |  |  |
|  |                                |  |  |  |  |  |  |  |  |  |  |  |  |  |  |  |
|  |                                |  |  |  |  |  |  |  |  |  |  |  |  |  |  |  |
|  | 9. Eufrosina de Kíev           |  |  |  |  |  |  |  |  |  |  |  |  |  |  |  |
|  |                                |  |  |  |  |  |  |  |  |  |  |  |  |  |  |  |
|  |                                |  |  |  |  |  |  |  |  |  |  |  |  |  |  |  |
|  | 19. Liubava Dmitrievna         |  |  |  |  |  |  |  |  |  |  |  |  |  |  |  |
|  |                                |  |  |  |  |  |  |  |  |  |  |  |  |  |  |  |
|  |                                |  |  |  |  |  |  |  |  |  |  |  |  |  |  |  |
|  | 2. Andreu II d'Hongria         |  |  |  |  |  |  |  |  |  |  |  |  |  |  |  |
|  |                                |  |  |  |  |  |  |  |  |  |  |  |  |  |  |  |
|  |                                |  |  |  |  |  |  |  |  |  |  |  |  |  |  |  |
|  | 20. Enric de Châtillon         |  |  |  |  |  |  |  |  |  |  |  |  |  |  |  |
|  |                                |  |  |  |  |  |  |  |  |  |  |  |  |  |  |  |
|  |                                |  |  |  |  |  |  |  |  |  |  |  |  |  |  |  |
|  | 10. Reinald de Châtillon       |  |  |  |  |  |  |  |  |  |  |  |  |  |  |  |
|  |                                |  |  |  |  |  |  |  |  |  |  |  |  |  |  |  |
|  |                                |  |  |  |  |  |  |  |  |  |  |  |  |  |  |  |
|  | 21. Ermengarda de Montjay      |  |  |  |  |  |  |  |  |  |  |  |  |  |  |  |
|  |                                |  |  |  |  |  |  |  |  |  |  |  |  |  |  |  |
|  |                                |  |  |  |  |  |  |  |  |  |  |  |  |  |  |  |
|  | 5. Agnès de Châtillon          |  |  |  |  |  |  |  |  |  |  |  |  |  |  |  |
|  |                                |  |  |  |  |  |  |  |  |  |  |  |  |  |  |  |
|  |                                |  |  |  |  |  |  |  |  |  |  |  |  |  |  |  |
|  | 22. Bohemon II d'Antioquia     |  |  |  |  |  |  |  |  |  |  |  |  |  |  |  |
|  |                                |  |  |  |  |  |  |  |  |  |  |  |  |  |  |  |
|  |                                |  |  |  |  |  |  |  |  |  |  |  |  |  |  |  |
|  | 11. Constança d'Antioquia      |  |  |  |  |  |  |  |  |  |  |  |  |  |  |  |
|  |                                |  |  |  |  |  |  |  |  |  |  |  |  |  |  |  |
|  |                                |  |  |  |  |  |  |  |  |  |  |  |  |  |  |  |
|  | 23. Alícia de Jersualem        |  |  |  |  |  |  |  |  |  |  |  |  |  |  |  |
|  |                                |  |  |  |  |  |  |  |  |  |  |  |  |  |  |  |
|  |                                |  |  |  |  |  |  |  |  |  |  |  |  |  |  |  |
|  | 1. Béla IV d'Hongria           |  |  |  |  |  |  |  |  |  |  |  |  |  |  |  |
|  |                                |  |  |  |  |  |  |  |  |  |  |  |  |  |  |  |
|  |                                |  |  |  |  |  |  |  |  |  |  |  |  |  |  |  |
|  | 12. Duc Berthold III d'Andechs |  |  |  |  |  |  |  |  |  |  |  |  |  |  |  |
|  |                                |  |  |  |  |  |  |  |  |  |  |  |  |  |  |  |
|  |                                |  |  |  |  |  |  |  |  |  |  |  |  |  |  |  |
|  | 6. Duc Berthold IV de Merània  |  |  |  |  |  |  |  |  |  |  |  |  |  |  |  |
|  |                                |  |  |  |  |  |  |  |  |  |  |  |  |  |  |  |
|  |                                |  |  |  |  |  |  |  |  |  |  |  |  |  |  |  |
|  | 13. Hedwig de Wittelsbach      |  |  |  |  |  |  |  |  |  |  |  |  |  |  |  |
|  |                                |  |  |  |  |  |  |  |  |  |  |  |  |  |  |  |
|  |                                |  |  |  |  |  |  |  |  |  |  |  |  |  |  |  |
|  | 3. Gertrudis de Merània        |  |  |  |  |  |  |  |  |  |  |  |  |  |  |  |
|  |                                |  |  |  |  |  |  |  |  |  |  |  |  |  |  |  |
|  |                                |  |  |  |  |  |  |  |  |  |  |  |  |  |  |  |
|  | 14. Comte Dedi V de Wettin     |  |  |  |  |  |  |  |  |  |  |  |  |  |  |  |
|  |                                |  |  |  |  |  |  |  |  |  |  |  |  |  |  |  |
|  |                                |  |  |  |  |  |  |  |  |  |  |  |  |  |  |  |
|  | 7. Agnès de Rochlitz           |  |  |  |  |  |  |  |  |  |  |  |  |  |  |  |
|  |                                |  |  |  |  |  |  |  |  |  |  |  |  |  |  |  |
|  |                                |  |  |  |  |  |  |  |  |  |  |  |  |  |  |  |
|  | 15. Matilda de Heinsburg       |  |  |  |  |  |  |  |  |  |  |  |  |  |  |  |
|  |                                |  |  |  |  |  |  |  |  |  |  |  |  |  |  |  |
|  |                                |  |  |  |  |  |  |  |  |  |  |  |  |  |  |  |

### Núpcies i descendents
Vers l'any 1218 es casà amb Maria Laskarina (v. 1206-1270), filla del primer emperador romà d'Orient de Nicaea Teodor I Làscaris. Els seus fills foren:
- Cunegunda (1224-1292), futura esposa del príncep polonès Boleslau V el Cast i santa de l'Església Catòlica.
- Anna (1226/27-després de 1271), futura esposa del príncep Rostilau de Mačva.
- Elisabet (1236-1271), futura esposa del duc Enric XIII de Baviera.
- Constança (?-?), futura esposa del rei Lleó I de Halych.
- Esteve V (v. 1239-1272), futur rei Esteve V d'Hongria.
- Margarida d'Hongria (1242-1271), futura monja al convent fundat pels seus pares a la Nyulak szigete ("Illa dels Conills", a Budapest) i santa de l'Església Catòlica.
- Violant (?-1303?), futura esposa del duc Boleslau de Gran Polònia i beata de l'Església Catòlica.
- Béla (v. 1245-1269), futur duc d'Eslavònia.